# Israele (patriarca nestoriano)
Israele (Karkh Djuddan, ca. 870 – Baghdad, 17 settembre 961) è stato un vescovo cristiano orientale siro, vescovo di Kaskar e patriarca della Chiesa d'Oriente per poco più di 100 giorni nel 961.

## Biografia
Nacque a Karkh Djuddan, nel Beth Garmai, verso l'870. Fu maestro nel convento di Mar Mari a Dur Qunni e monaco in quello di Mar Sabrisho a Wasit; in seguito divenne vescovo di Kaskar nella provincia patriarcale.
Alla morte del patriarca Emmanuele I, il diritto prevedeva che fosse il vescovo di Kaskar ad amministrare la sede vacante patriarcale. Israele svolse il suo compito tra mille difficoltà, poiché i vescovi e i notabili della Chiesa nestoriana non riuscivano ad accordarsi. Fu il califfo al-Muti ad imporre l'amministratore patriarcale come nuovo patriarca.
Il regno di Israele tuttavia durò molto poco. Già molto anziano, morì dopo 110 giorni di patriarcato, il 17 settembre 961. Fu sepolto nella chiesa di Nostra Signora (al-Kursi) del quartiere di Dar al-Rum di Baghdad.
A Israele è attribuita un'opera, Confutazione degli Ebrei, scritta durante il suo episcopato a Kaskar.